# Chantal Hagel
Chantal Hagel (Calw, 20 luglio 1998) è una calciatrice tedesca, centrocampista del Wolfsburg e della nazionale tedesca.

## Carriera

### Club
Dopo aver iniziato la carriera giocando con i maschietti a Nagold, indossando la maglia del VfL Nagold prima di trasferirsi al SV Eutingen di Eutingen im Gäu, all'età di 16 anni decide di continuare l'attività agonistica nella sua prima squadra interamente femminile, inserita in organico con la formazione B-Juniorinnen (Under-17) del Friburgo. Rimasta al Friburgo anche per la stagione 2015-2016, viene aggregata alla formazione riserve (Friburgo II) con la quale conquista la promozione in Regionalliga.
Nel 2016 si trasferisce all'Hoffenheim, giocando inizialmente nella Under-20 per poi progredire nella sua preparazione fino a diventare un punto di riferimento nella squadra riserve (Hoffenheim II) che disputa il girone Süd della 2. Frauen-Bundesliga, il secondo livello del campionato tedesco femminile di calcio. Rimasta per tre stagioni in rosa con l'Hoffenheim II, conquista nelle prime due il primo posto nel girone, e nel campionato 2018-2019, diventato a girone unico, il 6º posto.
Le sue prestazioni convincono la società a inserirla in rosa con la prima squadra dalla stagione 2019-2020, dove condivide con le compagne due campionati ad alto livello, chiusi entrambi al 3º posto in Frauen-Bundesliga, con il tecnico Jürgen Ehrmann che la impiega sia come centrocampista che come difensore centrale.
Nella stagione 2020-2021, per il rinnovato regolamento UEFA per la UEFA Women's Champions League, ottiene l'accesso all'edizione 2020-2021, dove Ehrmann la impiega fin dal debutto, nel vittorioso incontro del 17 agosto 2021 con le islandesi del Valur nella fase di qualificazione preliminare, festeggiando poi con le compagne il passaggio del turno. Due settimane più tardi, il 31 agosto, sigla la sua prima rete internazionale fissando il risultato sul 3-0 con le svedesi del Rosengård nell'andata del secondo turno.
A fine gennaio 2023 è stato annunciato il suo trasferimento al Wolfsburg a partire dalla stagione 2023-24, lasciando l'Hoffenheim dopo sette anni.

### Nazionale
Hagel giunge alla nazionale maggiore saltando completamente la trafila delle giovanili, chiamata a inizio febbraio 2022 dalla selezionatrice Martina Voss-Tecklenburg in occasione della partecipazione della Germania all'Arnold Clark Cup, nella prima edizione del torneo a invito organizzato dalla Federazione inglese. Qui ha debuttato il 20 febbraio 2022, al Carrow Road di Norwich, rilevando Fabienne Dongus all'82' nella sconfitta per 1-0 con il Canada, scendendo nuovamente in campo tre giorni dopo, sempre sostituendo Fabienne Dongus al 72', nella sconfitta per 3-1 contro l'Inghilterra a Wolverhampton, nell'ultima partita del torneo.

## Statistiche

### Presenze e reti nei club
Statistiche aggiornate al 7 febbraio 2025.
| Stagione          | Squadra           | Campionato        | Campionato | Campionato | Coppe nazionali | Coppe nazionali | Coppe nazionali | Coppe internazionali | Coppe internazionali | Coppe internazionali | Altre coppe | Altre coppe | Altre coppe | Totale | Totale |
| Stagione          | Squadra           | Comp              | Pres       | Reti       | Comp            | Pres            | Reti            | Comp                 | Pres                 | Reti                 | Comp        | Pres        | Reti        | Pres   | Reti   |
| ----------------- | ----------------- | ----------------- | ---------- | ---------- | --------------- | --------------- | --------------- | -------------------- | -------------------- | -------------------- | ----------- | ----------- | ----------- | ------ | ------ |
| 2019-2020         | Hoffenheim        | FB                | 17         | 0          | CG              | 2               | 0               | -                    | -                    | -                    | -           | -           | -           | 19     | 0      |
| 2020-2021         | Hoffenheim        | FB                | 19         | 0          | CG              | 2               | 1               | -                    | -                    | -                    | -           | -           | -           | 21     | 1      |
| 2021-2022         | Hoffenheim        | FB                | 22         | 12         | CG              | 2               | 0               | UWCL                 | 10                   | 3                    | -           | -           | -           | 34     | 15     |
| 2022-2023         | Hoffenheim        | FB                | 22         | 3          | CG              | 3               | 1               | -                    | -                    | -                    | -           | -           | -           | 25     | 4      |
| Totale Hoffenheim | Totale Hoffenheim | Totale Hoffenheim | 80         | 15         |                 | 9               | 2               |                      | 10                   | 3                    |             | -           | -           | 99     | 20     |
| 2023-2024         | Wolfsburg         | BL                | 21         | 3          | CG              | 4               | 0               | WCL                  | 1                    | 0                    | -           | -           | -           | 26     | 3      |
| 2023-2024         | Wolfsburg         | BL                | 8          | 0          | CG              | 2               | 1               | WCL                  | 4                    | 0                    | SG          | 1           | 0           | 15     | 1      |
| Totale Wolfsburg  | Totale Wolfsburg  | Totale Wolfsburg  | 29         | 3          |                 | 6               | 1               |                      | 5                    | 0                    |             | 1           | 0           | 41     | 4      |
| Totale carriera   | Totale carriera   | Totale carriera   | 109        | 18         |                 | 15              | 3               |                      | 15                   | 3                    |             | 1           | 0           | 140    | 24     |

### Cronologia presenze e reti in nazionale
| Cronologia completa delle presenze e delle reti in nazionale ― Germania | Cronologia completa delle presenze e delle reti in nazionale ― Germania | Cronologia completa delle presenze e delle reti in nazionale ― Germania | Cronologia completa delle presenze e delle reti in nazionale ― Germania | Cronologia completa delle presenze e delle reti in nazionale ― Germania | Cronologia completa delle presenze e delle reti in nazionale ― Germania | Cronologia completa delle presenze e delle reti in nazionale ― Germania | Cronologia completa delle presenze e delle reti in nazionale ― Germania |
| Data                                                                    | Città                                                                   | In casa                                                                 | Risultato                                                               | Ospiti                                                                  | Competizione                                                            | Reti                                                                    | Note                                                                    |
| ----------------------------------------------------------------------- | ----------------------------------------------------------------------- | ----------------------------------------------------------------------- | ----------------------------------------------------------------------- | ----------------------------------------------------------------------- | ----------------------------------------------------------------------- | ----------------------------------------------------------------------- | ----------------------------------------------------------------------- |
| 20-2-2022                                                               | Norwich                                                                 | Canada                                                                  | 1 – 0                                                                   | Germania                                                                | Arnold Clark Cup 2022                                                   | -                                                                       | 82’                                                                     |
| 23-2-2022                                                               | Wolverhampton                                                           | Inghilterra                                                             | 3 – 1                                                                   | Germania                                                                | Arnold Clark Cup 2022                                                   | -                                                                       | 72’                                                                     |
| 9-4-2022                                                                | Bielefeld                                                               | Germania                                                                | 3 – 0                                                                   | Portogallo                                                              | Qual. Mondiali 2023                                                     | -                                                                       | 86’                                                                     |
| 7-10-2022                                                               | Dresda                                                                  | Germania                                                                | 2 – 1                                                                   | Francia                                                                 | Amichevole                                                              | -                                                                       | 90+2’                                                                   |
| 11-11-2022                                                              | Fort Lauderdale                                                         | Stati Uniti                                                             | 1 – 2                                                                   | Germania                                                                | Amichevole                                                              | -                                                                       | 63’                                                                     |
| 13-11-2022                                                              | Harrison                                                                | Stati Uniti                                                             | 2 – 1                                                                   | Germania                                                                | Amichevole                                                              | -                                                                       | 33’                                                                     |
| 7-4-2023                                                                | Sittard                                                                 | Paesi Bassi                                                             | 0 – 1                                                                   | Germania                                                                | Amichevole                                                              | -                                                                       | 62’                                                                     |
| 11-4-2023                                                               | Norimberga                                                              | Germania                                                                | 1 – 2                                                                   | Brasile                                                                 | Amichevole                                                              | -                                                                       | 64’                                                                     |
| 24-6-2023                                                               | Offenbach am Main                                                       | Germania                                                                | 2 – 1                                                                   | Vietnam                                                                 | Amichevole                                                              | -                                                                       | 76’                                                                     |
| 7-7-2023                                                                | Fürth                                                                   | Germania                                                                | 2 – 3                                                                   | Zambia                                                                  | Amichevole                                                              | -                                                                       | 90+7’                                                                   |
| 24-7-2023                                                               | Melbourne                                                               | Germania                                                                | 6 – 0                                                                   | Marocco                                                                 | Mondiali 2023 - Fase a gironi                                           | -                                                                       | 89’                                                                     |
| 30-7-2023                                                               | Sydney                                                                  | Germania                                                                | 1 – 2                                                                   | Colombia                                                                | Mondiali 2023 - Fase a gironi                                           | -                                                                       |                                                                         |
| 3-8-2023                                                                | Brisbane                                                                | Corea del Sud                                                           | 1 – 1                                                                   | Germania                                                                | Mondiali 2023 - Fase a gironi                                           | -                                                                       |                                                                         |
| Totale                                                                  |                                                                         | Presenze                                                                | 13                                                                      |                                                                         | Reti                                                                    | 0                                                                       |                                                                         |

## Palmarès
- Campionato tedesco di seconda divisione: 2

Hoffenheim II: 2016-2017 (girone Süd), 2017-2018 (girone Süd)